# The Vietnam War
The Vietnam War (en español “La Guerra de Vietnam”) es una serie de diez documentales estadounidenses sobre la guerra de Vietnam escritos por Geoffrey C. Ward y dirigidos por Ken Burns y Lynn Novick. El primer capítulo se emitió en la PBS el 17 de septiembre de 2017. El guion es de Geoffrey Ward y los documentales están narrados por Peter Coyote. La serie es uno de los pocos programas de la PBS que lleva una clasificación por edades.

## Episodios
| N.º | Episodio Nombre en español (Periodo cubierto)                                                                                               | Estreno                  | Duración                                 |
| --- | --- | ------------------------ | ---------------------------------------- |
| 1 | «Déjà Vu (1858-1961)» | 17 de septiembre de 2017 | 1 hora 22 minutos (PBS)/55 minutos (BBC) |
| Después de una guerra larga y brutal, los revolucionarios vietnamitas liderados por Ho Chi Minh terminan casi un siglo de ocupación colonial francesa. Con la Guerra Fría intensificándose, Vietnam se divide en dos en Ginebra. Los comunistas en el norte apuntan a reunificar el país, mientras que Estados Unidos apoya el régimen incontestable de Ngo Dinh Diem en el sur. | |                          |                                          |
| 2 | «Riding the Tiger Montando al tigre (1961-1963)»                                                                                            | 18 de septiembre de 2017 | 1 hora 24 minutos (PBS)/55 minutos (BBC) |
| El presidente Kennedy y sus asesores debaten sobre cómo involucrarse en Vietnam del Sur de manera más profunda. A medida que el régimen de Diem, cada vez más autocrático, enfrenta una creciente insurgencia comunista y protestas budistas generalizadas, se desarrolla una grave crisis política. | |                          |                                          |
| 3 | «The River Styx (PBS)/Hell Come To Earth (BBC) El río Estigia / Infierno en la Tierra (enero de 1964 - diciembre de 1965)»                  | 19 de septiembre de 2017 | 1 hora 54 minutos (PBS)/55 minutos (BBC) |
| Con Vietnam del Sur en el caos, los intransigentes en Hanoi toman la iniciativa y envían tropas de combate al Sur, acelerando la insurgencia. Temiendo el colapso de Saigón, el presidente Johnson intensifica el compromiso militar de Estados Unidos, autorizando el bombardeo sostenido del Norte y desplegando tropas terrestres en el Sur. | |                          |                                          |
| 4 | «Resolve (PBS)/Doubt (BBC) Resolución / Duda (enero de 1966 - junio de 1967)»                                                               | 20 de septiembre de 2017 | 1 hora 54 minutos (PBS)/55 minutos (BBC) |
| Desafiando el poder aéreo estadounidense, las tropas y el material de Vietnam del Norte fluyen por la ruta Ho Chi Minh hacia el sur, mientras que Saigón lucha por "pacificar el campo". A medida que un movimiento contra la guerra se construye en casa, cientos de miles de soldados y marines descubren que la guerra que se les pide que libren en Vietnam no se parece en nada a la guerra que sus padres libraron.                                                             | |                          |                                          |
| 5 | «This Is What We Do Esto es lo que hacemos (julio - diciembre de 1967)»                                                                     | 21 de septiembre de 2017 | 1 hora 25 minutos (PBS)/55 minutos (BBC) |
| Las bajas estadounidenses y los recuentos de cuerpos enemigos aumentan a medida que los marines enfrentan emboscadas mortales y artillería norvietnamitas al sur de la DMZ y las unidades del ejército persiguen a un enemigo esquivo en las tierras altas centrales. Hanoi establece planes para una ofensiva sorpresa masiva, y la administración Johnson asegura al público estadounidense que la victoria está a la vista.                                                        | |                          |                                          |
| 6 | «Things Fall Apart Las cosas se desmoronan (enero - julio de 1968)»                                                                         | 24 de septiembre de 2017 | 1 hora 24 minutos (PBS)/55 minutos (BBC) |
| En vísperas del feriado de Tet, las fuerzas norvietnamitas y el Vietcong lanzan ataques sorpresa en ciudades y bases militares en todo el sur, sufriendo pérdidas devastadoras pero arrojando serias dudas sobre las promesas de la administración Johnson de que hay "luz al final del túnel". El presidente decide no volver a presentarse y el país se tambalea por asesinatos y disturbios.                                                                                       | |                          |                                          |
| 7 | «The Veneer of Civilization (PBS)/Chasing Ghosts (BBC) La chapa de la civilización / Persiguiendo fantasmas (junio de 1968 - mayo de 1969)» | 25 de septiembre de 2017 | 1 hora 47 minutos (PBS)/55 minutos (BBC) |
| El apoyo público a la guerra se reduce, y los hombres estadounidenses en edad de reclutamiento enfrentan decisiones difíciles y elecciones morales desgarradoras. Después de la batalla policial con los manifestantes en las calles de Chicago, Richard Nixon gana la presidencia, prometiendo la ley y el orden en casa y la paz en el extranjero. En Vietnam, la guerra continúa y los soldados de todas partes son testigos de un terrible salvajismo y un coraje inquebrantable. | |                          |                                          |
| 8 | «The History of the World (PBS)/A Sea of Fire (BBC) La historia del mundo / Un mar de fuego (abril de 1969 - mayo de 1970)»                 | 26 de septiembre de 2017 | 1 hora 49 minutos (PBS)/55 minutos (BBC) |
| Con la caída de la moral en Vietnam, el presidente Nixon comienza a retirar las tropas estadounidenses. Mientras se publican noticias de una masacre impensable cometida por soldados estadounidenses, el público debate la rectitud de la guerra, mientras que una incursión en Camboya reaviva las protestas contra la guerra con trágicas consecuencias. | |                          |                                          |
| 9 | «A Disrespectful Loyalty (PBS)/Fratricide (BBC) Una lealtad irrespetuosa / Fratricidio (mayo de 1970 - marzo de 1973)»                      | 27 de septiembre de 2017 | 1 hora 49 minutos (PBS)/55 minutos (BBC) |
| Las fuerzas de Vietnam del Sur que luchan por su cuenta en Laos sufren una terrible derrota. El poderío aéreo masivo de los Estados Unidos marca la diferencia al detener una ofensiva norvietnamita sin precedentes. Después de ser reelegido por abrumadora mayoría, Nixon anuncia que Hanoi ha aceptado un acuerdo de paz. Los prisioneros de guerra estadounidenses finalmente regresan a casa, a un país amargamente dividido.                                                   | |                          |                                          |
| 10 | «The Weight of Memory El peso de la memoria (de marzo de 1973 en adelante)»                                                                 | 28 de septiembre de 2017 | 1 hora 47 minutos (PBS)/55 minutos (BBC) |
| Mientras el escándalo de Watergate atrae la atención de los estadounidenses y obliga al presidente Nixon a renunciar, los vietnamitas continúan atacándose unos a otros en una brutal guerra civil. Cuando cientos de miles de tropas norvietnamitas invaden el sur, Saigón desciende rápidamente al caos y cae. Durante los próximos 40 años, estadounidenses y vietnamitas de todas partes buscan la curación y la reconciliación.                                                  | |                          |                                          |

## Acogida
El agregador de reseñas Rotten Tomatoes le otorgó a la serie un índice de aprobación del 98% basado en 30 revisiones y un puntaje promedio ponderado de 9,5/10. Según el consenso crítico del sitio, "The Vietnam War retoma un capítulo oscuro en la historia de Estados Unidos con paciencia, gracia y una perspectiva refrescante y aleccionadora informada por quienes lucharon". Metacritic, otro agregador, le dio a la serie una puntuación normalizada de 90 sobre 100 basado en 18 revisiones, lo que indica «aclamación universal».